# رودلف بایر
رودلف بایر (انگلیسی: Rudolf Baier؛ زادهٔ ۲۲ مارس ۱۸۹۲) دوچرخه‌سوار اهل آلمان است. وی در بازی‌های المپیک تابستانی ۱۹۱۲ شرکت کرده است.